# سيسيل كلارك
سيسيل كلارك هو سياسي كندي، ولد في 12 أبريل 1968 في كندا. حزبياً، نشط في جمعية المحافظين التقدمية لنوفا سكوشا. وقد انتخب عضو مجلس نواب نوفا سكوتيا.